# 何峻毅
何峻毅（1997年8月2日—），中国男子游泳运动员，2018年亚洲运动会男子4×100米混合泳接力金牌得主、2019年世界军人运动会男子4×200米自由泳接力、混合4×100米自由泳接力金牌得主、男子4×100米自由泳接力、男子4×100米混合泳接力银牌得主和男子50米自由泳铜牌得主。